# Going Under (jogo eletrônico)
Going Under é um jogo de roguelike de 2020 desenvolvido pela Aggro Crab e publicado pela Team17. O jogo acompanha uma estagiária não remunerada que viaja pelos subterrâneos de seu local de trabalho para explorar as ruínas de startups falidas. Going Under foi lançado para Microsoft Windows, Xbox One, Nintendo Switch e PlayStation 4 em 24 de setembro de 2020.

## Enredo
Jacqueline "Jackie" Fiasco, moradora de Neo-Cascadia, ingressa na Fizzle Beverages, uma empresa recentemente adquirida pela Cubicle, uma gigante da tecnologia. Ela se encontra com seu chefe, Marv, para discutir seu trabalho. Enquanto lhe explica o estágio, Marv avista um monstro vagando pelo escritório e pede a Jackie para derrotá-lo. Depois que Jackie mata o monstro, Marv revela que o escritório da Fizzle foi construído sobre startups falidas, repletas de monstros. Jackie é encarregada de investigar três empresas falidas para eliminar monstros e encontrar relíquias que os fundadores das startups guardam.
Após completar três masmorras, um portal secreto é desbloqueado. Jackie desce pelos andares, lutando contra monstros de masmorras já concluídas. Ao chegar ao fundo, ela encontra Marv tentando usar as relíquias. Marv diz a Jackie que estava tentando usar o poder das relíquias para aumentar a produtividade. Ele diz que os novos produtos da Fizzle não tiveram sucesso e que a administração da Cubicle planeja fechar a empresa. Jackie derrota Marv, mas Marv diz a ela que ela condenou a empresa. Assim que Jackie retorna ao escritório, um terremoto destrói o local de trabalho e Jackie cai. Ela acorda nas ruínas da sede da Fizzle e descobre com seus colegas de trabalho que a Fizzle foi fechada. Seus colegas começaram a se transformar em monstros com temática aquática, semelhante às outras startups fracassadas que se transformam em monstros, e Jackie é avisada de que, se ela permanecer na Fizzle, ela também começará a se transformar.  Ray, o fundador da Fizzle, diz a Jackie que a única maneira de escapar é encontrar ações dos fundadores originais das três empresas para usar um elevador e convencer a Cubicle a reintegrar a Fizzle.
Depois que Jackie derrota todos os chefes, ela descobre que a última ação desapareceu. Ela confronta Ray sobre isso, que lhe diz que tem sido egoísta e espera que Jackie encontre um chefe melhor no futuro. Jackie usa as ações e luta para subir ao último andar, aliando-se aos inimigos que enfrentou para enfrentar a Cubicle. Ao chegar à sala de reuniões, ela descobre que todas as cadeiras estão vazias, exceto a de Avie, a assistente de escritório. Avie diz a ela que tentou descobrir o que os humanos realmente queriam para vender produtos, mas não conseguiu. O próximo passo nesse processo seria ver os desejos mais profundos de todos por meio da varredura de suas almas. No entanto, a alma tinha um escudo protetor ao redor dela, que impedia o acesso.  Então, Avie coletou a massa cerebral da diretoria corporativa para encontrar uma solução, que consistia em usar o poder das relíquias para quebrar o selo. Avie então diz a Jackie que ascenderá à nuvem para enviar o selo quebrado. Jackie ataca Avie, que convoca um exército de drones para atacar Jackie. Os colegas de trabalho de Jackie aparecem para ajudá-la, e Kara, a programadora, dá a Jackie um aplicativo que lhe permite lutar contra Avie na nuvem. Após derrotar Avie, Jackie retorna ao escritório e conversa com seus colegas sobre o futuro de suas carreiras. Jackie expressa otimismo e acredita que todos podem encontrar um bom emprego juntos.

## Jogabilidade

O jogador pode eletrocutar inimigos atacando-os com eletrônicos como laptops e monitores

O jogador assume o papel de Jackie, uma estagiária da Fizzle, que tenta limpar masmorras para encontrar relíquias mantidas por startups fracassadas. Jackie pode obter ajuda dos lojistas encontrados em cada masmorra. Eles também podem encontrar o Haunted Penuer, que concederá habilidades e itens em troca da aplicação de uma "maldição" nas próximas salas. O jogo apresenta três "startups" para explorar: Joblin, Winkydink e Styxcoin.
Cada uma das masmorras é gerada aleatoriamente, com salas e inimigos em locais diferentes a cada vez. O jogador pode encontrar itens em cada sala para usar como armas. Cada arma possui um ataque leve e um ataque pesado, e pode ser arremessada. Após um certo número de acertos, a arma se quebra. O jogador pode armazenar três armas simultaneamente e alternar entre elas à vontade. O jogador encontra habilidades ao longo do nível, como causar o dobro de dano no início de uma partida. Se o jogador subir de nível em uma habilidade, ele pode "fixá-la", tornando-a o jogador com ela por padrão. O jogador também pode encontrar aplicativos que dão a Jackie uma habilidade de uso único, como um aplicativo de câmera que atordoa os inimigos com um flash. O jogador recebe dinheiro ao derrotar inimigos, que pode ser gasto em lojas que aparecem em cada andar. As lojas contêm itens de saúde, armas e novas habilidades para adquirir. No final de cada andar, há uma sala de chefes, onde o jogador precisa lutar contra inimigos para avançar para o próximo andar. No quarto andar da masmorra, há um chefe contra o qual o jogador precisa lutar para obter a relíquia. O jogador é enviado de volta ao centro se sua saúde chegar a zero.
Uma vez no escritório, o jogador pode conversar com seus colegas de trabalho para ouvir diálogos e receber tarefas que podem ser concluídas. Essas tarefas podem variar desde derrotar certos inimigos até não usar uma habilidade em um andar. Se o jogador concluir uma tarefa para um colega de trabalho, ele pode aumentar o nível da mentoria do personagem, dando a Jackie acesso a novos bônus e habilidades para serem usadas nas masmorras.

## Desenvolvimento
Going Under recebeu várias atualizações pós-lançamento, incluindo uma que adicionou física de vibração a várias armas do jogo. A atualização do Working from Home incluiu novas armas, roupas, locais e um modo difícil com masmorras remixadas. Uma masmorra adicional foi planejada para uma atualização futura, mas foi cancelada devido às vendas fracas do jogo base. Um lançamento físico para Nintendo Switch e PlayStation 4 foi produzido por Limited Run Games.

## Recepção
Em uma análise positiva para o Nintendo World Report, Jordan Rudek elogiou o ambiente de trabalho do título, escrevendo que "A história e o mundo de Going Under fornecem um cenário envolvente para o que é essencialmente um jogo de exploração de masmorras roguelite". Rudek também gostou das configurações de acessibilidade oferecidas ao jogador: "Uma variedade de opções de acessibilidade, como aumento de saúde e maior invencibilidade após ser atingido, também pode ajudar os candidatos menos experientes."
Henry Stockdale, da Nintendo Life, gostou da sátira do jogo à cultura corporativa: "No cerne de qualquer sátira está uma mensagem política, e por trás dessa apresentação visual colorida, Going Under comunica sua própria mensagem com consistência". Stockdale também achou o combate bastante profundo: "É fácil de aprender e, ao misturar habilidades e aplicativos... ajudado por uma boa variedade de inimigos, nunca parece repetitivo". Ele criticou o humor do jogo, sentindo que sua dependência da cultura dos memes já o tornava datado.
Gene Park, do The Washington Post, gostou do estilo visual do jogo, comparando-o às interfaces de aplicativos modernos. "A interface do usuário é limpa, atraente e viciante — assim como todos os melhores aplicativos para smartphones." Park também gostou do uso da física no combate, afirmando que ela conferiu profundidade adicional ao combate relativamente simples. "Há uma fisicalidade no combate de Jackie que você não sente com frequência em outros jogos roguelike. A física 3D dá peso real a cada golpe das armas de Jackie."